# باشگاه فوتبال ونکوور
باشگاه فوتبال ونکوور (انگلیسی: Vancouver FC) یک باشگاه فوتبال مستقر در ونکوور، کانادا است که در حال حاضر در لیگ برتر کانادا، بالاترین سطح لیگ فوتبال در این کشور به فعالیت می‌پردازد. 